# 德穆克鄉
46°48′N 25°54′E / 46.800°N 25.900°E
德穆克鄉（羅馬尼亞語：Comuna Dămuc, Neamț），是羅馬尼亞的鄉份，位於該國東北部，由尼亞姆茨縣負責管轄，面積134平方公里，海拔高度740米，2007年人口3,148，人口密度每平方公里24人。